# Anomalon minimum
Anomalon minimum är en stekelart som först beskrevs av William Harris Ashmead 1894.  Anomalon minimum ingår i släktet Anomalon och familjen brokparasitsteklar. Inga underarter finns listade i Catalogue of Life.